# Galoiskohomologie
Unter Galoiskohomologie versteht man im mathematischen Teilgebiet der Zahlentheorie das Studium der Gruppenkohomologie von Galoisgruppen.
Ist L|K eine Körpererweiterung und A ein Galoismodul, also ein Modul unter der Galoisgruppe Gal(L|K), so schreibt man
{\displaystyle \,H^{*}(L|K,A)=H^{*}(\mathrm {Gal} (L|K),A)} (zur Notation siehe den Artikel Gruppenkohomologie)
Ist speziell L = Ksep ein separabler Abschluss von K, so schreibt man auch
{\displaystyle \,H^{*}(K,A)=H^{*}(G_{K},A)=H^{*}(\mathrm {Gal} (K^{\mathrm {sep} }|K),A).}
Eines der ersten Resultate der Galoiskohomologie ist Hilberts Satz 90, der besagt:
{\displaystyle H^{1}(K,(K^{\mathrm {sep} })^{\times })=0}.
Vor allem in der Klassenkörpertheorie ist die Beziehung zwischen Galoiskohomologie und Brauergruppe wichtig:
{\displaystyle H^{2}(K,(K^{\mathrm {sep} })^{\times })=\mathrm {Br} (K)}.